# آپنهایم
آپنهایم (به آلمانی: Appenheim) یک شهر در آلمان است که در ماینتس-بینگن واقع شده‌است. آپنهایم ۱٬۴۲۸ نفر جمعیت دارد.